# Minutemen (gruppo musicale)
The Minutemen sono stati un gruppo musicale hardcore punk statunitense di San Pedro (California), composto dal cantante e chitarrista Dennes Boon, il cantante e bassista Mike Watt ed il batterista George Hurley.
Sono stati attivi durante la prima metà degli anni ottanta, senza trovare un particolare successo commerciale ma influenzando in maniera determinante l'evoluzione dell'alternative rock: il loro approccio estremamente creativo e sperimentale al punk (dal quale prenderanno sempre più le distanze approdando, nel monumentale Double Nickels On The Dime, ad uno stile dadaista difficilmente inquadrabile in un genere preesistente) e la loro graffiante ironia politicizzata li hanno consegnati alla storia del genere.
A testimonianza dell'enorme seguito conseguito dalla band basti pensare che il primo verso di una loro canzone, History Lesson Part II, ha ispirato il titolo del libro cult di Michael Azerrad sulla scena alternativa americana: Our Band Could Be Your Life. 
La carriera del gruppo si è drammaticamente conclusa con la morte di Boon in un incidente con un furgoncino in Arizona il 22 dicembre 1985, a soli 27 anni.

## Influenze e attitudini artistiche
Essi furono influenzati in maniera molto forte da band come Wire, The Pop Group, e The Urinals, e la maggior parte delle canzoni del primo periodo di composizione avevano strutture inusuali e una durata inferiore a un minuto; persino dopo, quando la musica dei Minutemen divenne leggermente più convenzionale, le loro canzoni raramente superavano la durata di tre minuti. Nonostante si ritrovino influenze della velocità, brevità e intensità dell'hardcore punk, i Minutemen non sono generalmente classificati in quel genere.
Boon e Watt si divisero equamente il compito di scrivere le canzoni (e Hurley diede numerosi contributi a sua volta), mentre, dal punto di vista canoro Watt raramente cantava, e Hurley ancor meno. Le canzoni di Boon erano più dirette e politiche, mentre quelle di Watt erano più astratte ed introspettive. I testi e gli argomenti delle canzoni passavano da un humor surreale, come in "Bob Dylan Wrote Propaganda Songs" e "One Reporter's Opinion", alle frustrazioni della blue collar vita californiana, come nell'interminabile "This Ain't No Picnic".  Mentre buona parte dei contemporanei faceva scarso uso del senso dell'umorismo, i Minutemen dimostrarono di utilizzarlo molto a cuor leggero. Un esempio di ciò si ritrova nel titolo del loro album leggendario  Double Nickels on the Dime, che si prende gioco della canzone di Sammy Hagar "I Can't Drive 55" intendendo che la band preferiva rischiare con la musica piuttosto che dietro le ruote di un'auto. (Boon - per ironia della sorte - morì in un incidente automobilistico.)
I Minutemen erano grandi ammiratori di Captain Beefheart, ed echi della sua particolare musica si ritrovano nelle loro canzoni, specialmente nelle prime produzioni.  Durante la maggior parte della loro carriera ignorarono le strutture standard della canzone, strofa-ritornello-strofa, in favore della sperimentazione con dinamiche, ritmo e rumore. In seguito si addolcirono verso elementi della canzone più tradizionali inizialmente evitati. Suonarono anche cover di classici del rock come Creedence Clearwater Revival, Steely Dan, e Blue Öyster Cult. Queste cover erano a volte concepite in modo provocatorio, divergendo così drammaticamente dall'ortodossia hardcore punk degli anni ottanta.

## Storia

### Le origini
Le origini del gruppo si possono far risalire al 1971, quando Boon e Watt si incontrarono all'età di tredici anni. Watt camminava in un parco di San Pedro, loro città natale, quando Boon giocando cadde da un albero accanto a lui. Entrambi condividevano la passione per la musica e cominciarono a suonare occasionalmente insieme perlopiù cover di altri gruppi. La madre di Boon insegnò a D. a suonare la chitarra suggerendo a Watt di imparare a suonare il basso nonostante all'epoca Watt non sapesse neppure cosa fosse esattamente un basso. Nell'estate del 1973 Watt e Boon formarono la Bright Orange Band col fratello di D., Joe, alla batteria. Il 1976 sarebbe stato un anno controverso; da un lato la scoperta del punk, dall'altro la scomparsa della madre di Boon e lo scioglimento della Bright Orange Band subito dopo. L'anno successivo si unirono alla band Starstruck, fondata dal loro amico Marc Weiswasser alla batteria. Dopo la conclusione dell'esperimento Starstruck, Boon and Watt incontrarono George Hurley dando vita ai The Reactionaries con alla voce Martin Tamburovich. Stando alla testimonianza di Watt, il nome riprendeva una citazione di Mao Tse-Tung secondo cui tutti i reazionari sono in realtà "tigri di carta".

### La formazione del gruppo
Dopo lo scioglimento dei Reactionaries, Boon e Watt diedero vita ai Minutemen nel gennaio del 1980. Watt disse che, contrariamente a ciò che si può credere, il nome non ha nulla a che fare con la brevità delle canzoni; piuttosto, deriva parzialmente dai gruppi di volontari minutemen dell'epoca delle Colonie Americane ed in parte come satira sul gruppo reazionario di destra degli anni sessanta.  Nel documentario We Jam Econo, Watt nota che il nome era anche un gioco di parole sulla pronuncia di  minute (mahy-nyoot, -noot), che significa triviale, insignificante. Dopo un mese senza batterista — durante il quale Boon e Watt scrissero i loro primi brani, la band si esibì in concerti con Frank Tonche, un saldatore, alla batteria.  Il gruppo aveva inizialmente invitato a unirsi George Hurley, che tuttavia, dopo lo scioglimento dei Reactionaries, suonava in una band new wave, Hey Taxi. Tonche abbandonò il gruppo, prendendo come pretesto il mancato successo che la band aveva raccolto dal pubblico in quei primi concerti. Hurley riprese il posto di batterista nel giugno del 1980. (Le registrazioni di prova con Tonche alla batteria apparvero nell'EP Georgeless del 1987.) Il loro primo concerto fu come spalla dei Black Flag.

### Dopo la formazione
Greg Ginn dei Black Flag e la SST Records produssero il primo sette pollici dei Minutemen, Paranoid Time, che dava una solida impronta al loro stile eclettico. Come molte band punk dell'epoca, vendevano il loro EP ai loro concerti e in qualche negozio di dischi della zona. Col primo LP, The Punch Line del 1981, avevano trovato il modo di far diffondere la loro musica, e cominciarono con tour per tutta la nazione. Produssero un nuovo EP, terza produzione del gruppo, intitolato Bean-Spill. Da questo momento cominciarono ad affermarsi come una delle band più popolari nella scena underground del paese.

### Il successo
In un primo momento, avevano evitato decisamente assoli, cori, ritornelli ed altri espedienti stilistici. Ma con l'uscita del secondo LP What Makes a Man Start Fires?, che guadagnò una discreta attenzione della stampa alternativa ed underground, diventarono parte del sound della band, che manteneva comunque ben salde le proprie radici sperimentali e punk. Continuarono il loro calendario frenetico di esibizioni dal vivo, tra cui il loro tour più lungo, in Europa, con i Black Flag. Nel 1983 uscì il terzo LP della band, Buzz or Howl Under the Influence of Heat, uno dei primi album hardcore ad utilizzare uno strumento a fiato (la tromba in "The Product").

### Gli ultimi anni
I Minutemen erano famosi per la capacità di fondere punk rock, hardcore e varie forme di jazz, funk, acid rock e R&B in nuove sonorità,  di cui forse il miglior testimone è il doppio album Double Nickels on the Dime. Sebbene sconosciuto per il grande pubblico, Double Nickels è stato citato come uno degli album più innovativi degli anni ottanta e dell'intera storia del rock, per la formidabile miscela di stili e l'impeccabilità delle esecuzioni. Double Nickels comprende collaborazioni di altri musicisti quali Henry Rollins, Chuck Dukowski e Joe Baiza. Nel 1985, uscì il loro prodotto più commerciale, Project: Mersh. La band continuò con concerti live fino all'uscita del loro ultimo album, 3-Way Tie (For Last), quando decisero di prendersi una pausa. L'ultimo tour fu con un'altra band allora emergente, i REM. Il concerto finale ebbe luogo a Charlotte, in North Carolina, il tredici dicembre 1985.

### Progetti successivi
L'anno a venire (1986) sembrò fecondo, la band aveva programmato di incidere un triplo album metà live e metà in studio dal titolo provvisorio 3 Dudes 6 Sides 3 Studio 3 Live.Le tracce live si sarebbero dovute basare su materiale da loro messo in circolazione anche come mezzo per contrastare i bootleg non autorizzati realizzati da un DJ dell'Arizona. Ciononostante, un anno più tardi Watt e Hurley stilarono una lista di varie registrazioni live che si sarebbero dovute raccogliere nell'album Ballot Result. Inoltre, Richard Meltzer mandò a Watt i testi di dieci canzoni per un album cui era stato invitato a collaborare. A causa della morte di Boon nessuno di questi progetti fu realizzato.

### La morte di Boon
Il 22 dicembre 1985 Boon morì a causa d'un incidente stradale, e questo segnò la fine dei Minutemen. Lo shock e il dolore per la morte di Boon lasciarono indecisi Hurley e Watt sul da farsi. Nel 1987 formarono i fIREHOSE con un fan incallito dei Minutemen, Ed Crawford. Ogni produzione di Watt è tuttora dedicata a Boon.

## Pratica di Economia
Le prime registrazioni del gruppo fino all'EP del 1985 (Wikipedia: Mersh) furono realizzate più possibile in "econo" (lo slang di Pedro per economico, abbreviazione di "economic"); la band avrebbe affittato lo studio di registrazione dopo mezzanotte, a prezzo ridotto, limando le canzoni prima dell'incisione, realizzata sui nastri meno costosi. Infine, la registrazione avrebbe seguito l'ordine dei pezzi da pubblicare, per evitare di perder tempo prezioso a tagliare il master nella realizzazione del prodotto finito. Infatti, diversamente dalla pratica consueta persino nella scena indipendente, i Minutemen videro nei dischi un modo per promuovere i concerti, e non viceversa.  The Minutemen fecero tour frequenti, ma spesso solo per poche settimane alla volta, dato che lavoravano tutti. La loro pratica di "econo" fece sì che non perdessero mai denaro dall'attività live, diversamente da quanto accadeva a gruppi a loro affini.
Molte copertine degli album dei Minutemen come Paranoid Time, What Makes a Man Start Fires? e Double Nickels riportano disegni di Raymond Pettibon -che collaborò anche con i Black Flag- associato anch'egli con l'etichetta SST. Alte copertine, come The Punch Line, Project: Mersh, e 3-Way Tie (For Last), riportano disegni di Boon.

## Post-Minutemen
A seguito della morte di Boon, né Watt né Hurley avevano intenzione di continuare a suonare. Ma, incoraggiati da un fan del gruppo formarono i fIREHOSE continuando anche progetti paralleli seguiti allo scioglimento dei Minutemen.
Watt aveva realizzato tre album da solista, altri tre come parte della jam band jazz/punk Banyan con Stephen Perkins (Jane's Addiction), Nels Cline (Wilco), e Money Mark Nishita (Beastie Boys). Andò in tour con i Porno for Pyros nel 1996 e con J Mascis and The Fog nel 2000 e 2001, diventando poi il bassista dei rinati Iggy Pop & The Stooges nel 2003. George Hurley invece partecipò ai lavori di Vida, Mayo Thompson e Red Crayola, continuando sulla falsariga della forma libera da costrizioni di Double Nickels. Hurley e Watt continuarono quindi a suonare insieme anche in studio per la registrazione del primo split dei fIREHOSE.
Dal 2001 Watt e Hurley hanno suonato occasionalmente canzoni dei Minutemen come duo, senza chitarrista, soprattutto attorno a Los Angeles, eccetto due date in Inghilterra nel 2004. Tuttavia queste esibizioni non avvengono sotto il nome Minutemen ma come George Hurley and Mike Watt. Inoltre fanno anche parte di un gruppo di improvvisazione, gli Unknown Instructors, con membri di Saccharine Trust e Pere Ubu.
La carriera della band è narrata in Our Band Could Be Your Life di Michael Azerrad, un libro che esamina tredici importanti gruppi underground statunitensi. Il titolo è tratto dal testo di History Lesson - Part II contenuta in Double Nickels on the Dime.

## Discografia

### Album in studio
- 1981 - The Punch Line
- 1983 - What Makes a Man Start Fires?
- 1984 - Double Nickels on the Dime
- 1985 - 3-Way Tie (For Last)

### EP
- 1980 - Paranoid Time
- 1981 - Joy
- 1982 - Bean-Spill (Thermidor)
- 1983 - Buzz or Howl Under the Influence of Heat
- 1984 - Tour-Spiel (Reflex)
- 1985 - Project: Mersh
- 1985 - Minuteflag (collaborazione con componenti dei Black Flag)
- 1993 - Georgeless E.P.

### Live
- 1986 - Ballot Result

### Raccolte
- 1984 - The Politics of Time
- 1984 - My First Bells
- 1987 - Post-Mersh Vol. 1
- 1987 - Post-Mersh Vol. 2
- 1989 - Post-Mersh Vol. 3
- 1998 - Introducing the Minutemen
- 2003 - D. Boon and Friends

### Video
- 1984 - This Ain't No Picnic
- 1984 - Ain't Talkin' 'Bout Love
- 1985 - King of the Hill
- 1985 - Ack Ack Ack

### Filmografia
- 2005 - We Jam Econo - documentario sulla band